# Camgirl
O « camgirl» sau« cam-girl » este o femeie care își expune corpul pe internet într-un mod sexual explicit prin intermediul webcam, de multe ori pentru a câștiga bani.. Termenul asemănător pentru bărbati este camboy.
Camgirls care își folosesc camerele web în scopuri sexuale și pentru compensare financiară (pornografie pe internet) sunt numite camwhore ·  într-un context peiorativ.

## Obiective
Pentru ele, acesta este de a încuraja utilizatorii de internet să cumpere articole de la ele sau să le adauge în contul lor online. . De asemenea, pot câștiga bani sponsorizând alte site-uri web și câștigând comisioane convingând utilizatorii de internet să se aboneze la site-urile plătite. Comisioanele obținute de camgirls variază foarte mult în funcție de site-uri.

## Camgirls în societate
Din 2015, interesul utilizatorilor de internet, a presei și a mass-media a continuat să crească pentru camgirls, depășind industria pornografică șovăitoare . Potrivit unui sondaj IFOP, tinerii sunt cei mai mari consumatori de site-uri sexcam.